# رأسية المآبر
رأسيَّة المآبر (الاسم العلمي: Cephalanthera)، جنس نباتات مُزهرة من فصيلة السحلبية. أنواعه المعترف بها حاليًا حوالي 15، معظمها تستوطن أوروبا وآسيا. النوع الوحيد الموجود في برية أمريكا الشمالية هو Cephalanthera austiniae، سحلبية الثلج أو سحلبية شبحية.